# Ricardo Valderrama Fernández
Ricardo Valderrama Fernández (Cusco, 3 de abril de 1945-Cusco, 30 de agosto de 2020) fue un antropólogo y político peruano. Fue alcalde del Cusco desde diciembre de 2019 ante la suspensión de su antecesor, Víctor Boluarte Medina, hasta su fallecimiento en agosto de 2020.

## Biografía
Nació en el distrito de San Jerónimo, provincia y departamento del Cusco. En los años 70 cursó la carrera de Antropología en la Universidad Nacional de San Antonio Abad del Cusco, egresando y obteniendo el título de licenciado en 1976. Desde 1990 fue catedrático en esa universidad.
Casado con la antropóloga Carmen Escalante Gutiérrez, con quien tuvo tres hijos.

### Carrera política
Inició su carrera política participando en las elecciones municipales del 2006 como candidato a regidor del distrito de San Jerónimo por el partido Somos Perú. Aunque el partido no ganó las elecciones, él sí obtuvo un puesto en el Consejo Municipal para el período 2007-2010. En el 2018, se presentó como candidato a regidor de la Municipalidad Provincial del Cusco dentro de la lista del Movimiento Regional Tawantinsuyo que postulaba como candidato a alcalde provincial a Víctor Boluarte Medina. La lista ganó las elecciones y Valderrama, al ser el primer candidato a regidor, asumió el cargo de Teniente Alcalde
El 13 de diciembre de 2019, el Jurado Nacional de Elecciones declaró fundada una solicitud de suspensión de Boluarte como alcalde del Cusco por un año debido a una condena penal que pesa en su contra por el delito de fraude en la administración de personas jurídicas cometido cuando fue decano del Colegio de Abogados del Cusco en el periodo 2008-2009. En consecuencia con ello, el 17 de diciembre de 2019 asumió el cargo de alcalde provincial.

### Enfermedad y fallecimiento
El 24 de julio de 2020, la Municipalidad provincial del Cusco emitió un comunicado informando que Valderrama había dado positivo a un test molecular de COVID-19 por lo que fue licenciado del cargo de alcalde provincial y reemplazado por la regidora Romi Infantas Soto. Cinco días después fue ingresado a la Unidad de Cuidados Intensivos del Hospital Nacional Adolfo Guevara del Cusco donde falleció finalmente el 30 de agosto a causa de dicha enfermedad.

## Libros publicados
- Gregorio Condori Mamani. (Autobiografía en quechua, con traducción al castellano). En coautoría con su esposa Carmen Escalante. Cusco, Centro Bartolomé de las Casas, 1977. Segunda edición: 1983.
- Nosotros los humanos (en coautoría con Carmen Escalante), 1992.
- La doncella sacrificada. Mitos del Valle del Colca (en coautoría con Carmen Escalante), 1997.